# Satelight
Satelight (株式会社サテライト,?, Kabushiki-gaisha Sateraito) è una casa di produzione di animazione giapponese fondata nel dicembre 1995 a Sapporo.
Pioniera nell'impiego delle tecniche di animazione digitale, nel 1996 ha collaborato alla realizzazione della prima serie TV interamente digitale, Bit the Cupid (Cupido pizzica cuori). Nel 1998 ha aperto un proprio studio di produzione a Tokyo dove ha successivamente trasferito la propria sede; nel 2000 ha stabilito anche una filiale in Thailandia. Dopo aver inizialmente lavorato in subappalto per diverse case di produzione più grandi, a partire dal 2001 ha cominciato a realizzare anche produzioni indipendenti. Tra i suoi membri più noti Shōji Kawamori e Michiaki Satō.

## Opere
- Chikyū Shōjo Arjuna, serie TV (2001)
- Gene Shaft, serie TV (2001)
- Heat Guy J, serie TV (2002)
- Macross Zero, OAV (2002)
- Sōsei no Aquarion (Aquarion), serie TV (2005)
- Noein - Mō Hitori no Kimi e, serie TV (2005)
- Engage Planet Kissdum, serie TV (2007)
- Shugo Chara!, serie TV (2007)
- Macross Frontier, serie TV (2008)
- Hokuto no Ken Raoh Gaiden - Ten no Haoh, serie TV (2008)
- Aquarion Evol, serie TV (2012)
- Log Horizon, serie TV (2013)
- Madan no ō to Vanadis, serie TV (2013)
- Nobunaga the Fool, serie TV (2014)
- Aquarion Logos, serie TV (2015)
- Macross Delta, serie TV (2016)
- Ragnastrike Angels, serie TV (2016)
- Nanbaka, serie TV (2016)
- What Do You Do at the End of the World? Are You Busy? Will You Save Us?, serie TV (2017)
- Momokuri, ONA (2017)
- Caligula, serie TV (2018)
- Cannon Busters, ONA (2019)
- Somali e lo Spirito della Foresta, serie TV (2020)
- For Whom the Alchemist Exists (2019)
- Übel Blatt (2025)
- The Red Ranger Becomes an Adventurer in Another World (2025)